# الغناء البدوي الوهراني (المشيخة)
الغناء البدوي الوهراني (المشيخة) نوع غنائي جزائري ينتشر في الغرب جزائري  ويعد الجوهر الحقيقي لفن الراي

## التسمية
بعد طرح تسميات على الموسيقى الجزائرية في القرن الماضي هناك من يرى بأن هذا النوع الموسيقي لا يمكن أن نطلق عليه اسم البدوي فنجد أن الشاعر الحاج خالد الميهوبي يحبذ تسميته بغناء «المشياخة» نسبة إلى الشيوخ لهذا النوع ينفي هاته الكلمة فهو يرى أن مصطلح البدوي مستخلص من البادية والبدو يعني هذا النوع الموسيقي يغني من طرف أبناء البادية، ولكن إذ الحظنا بعض القصائد أو األغاني البدوية «المشياخة» فنجد فيها بعض المصطلحات التي لا يمكن لفرد من البادية معرفته.

## إطاره الجغرافي
1. وهران
2. تيارت: إذ أن هذا النوع يستعمل بكثرة في كل من بلدية تاخمارت، فرندة والسوقر.
3. غليزان :أكثر البلديات إحتضانا لهذا النوع: مازونة، منداس.
4. مستغانم: عين تادلس، بوقيراط، مزغران.
5. شلف
6. تلمسان

## طبوع الغناء البدوي الوهراني
ومن أهم تلك الطبوع:
1. العامري
2. طابع الطالع
3. البصايلي الذي يؤدى بإيقاعين، خفيف وسريع، يختلف فيه اللحن من الهدة إلى الفراش
4. الطابع البلدي فهو ثقيل نوعا ما ويشبه الإيقاع الحضري الأندلسي قليلا
5. الطابع المازوني
6. الطابع القبلي الذي لا يرافقه الڤلال
7. الطابع المخزني وطابع شيخ السماء والهداوي. من دون إهمال
8. طابع النقايدي الذي يشبه المواوييل.

## الآلات
1. القلال
2. القصبة
3. البندير

## شيوخ
- الشيخ منور بلفوضيل
- الشيخ محمد بلفوضيل
- الشيخ عدة التيارتي
- الشيخ محمد الغليزاني

- شيخ حمادة
- الشيخ الماماشي
- الشيخ جيلالي عين تادلس